# 7202 Kigoshi
7202 Kigoshi è un asteroide della fascia principale. Scoperto nel 1995, presenta un'orbita caratterizzata da un semiasse maggiore pari a 2,7567244 UA e da un'eccentricità di 0,2395447, inclinata di 6,62085° rispetto all'eclittica.